# Sol Kyung-gu
Sol Kyung-gu (* 1. Mai 1967) ist ein südkoreanischer Schauspieler.
Er studierte Theaterwissenschaften an der Hanyang-Universität und arbeitete danach zunächst vor allem am Theater, ab 1996 dann auch beim Film. Seine erste Hauptrolle hatte er 1999 im Film Song-o.
In Korea kennt man ihn aus Filmen wie Public Enemy (2002), dessen Fortsetzung und vor allem dem sehr erfolgreichen Silmido (2003) von Kang Woo-seok sowie Gwangbokjeol teuksa (2002) von Kim Sang-jin.
International bekannt ist er durch seine Rollen in anspruchsvolleren Filmen wie Lee Chang-dongs Peppermint Candy (2000) und Oasis (2002). Für Peppermint Candy erhielt er auf dem Bratislava International Film Festival den Darstellerpreis, für Oasis auf dem Seattle International Film Festival den Golden Space Needle Award als bester Darsteller.
Sol ließ sich 2006 nach 10-jähriger Ehe scheiden und ist seit 2009 mit der Schauspielerin Song Yun-ah verheiratet.
2014 spielte er die Hauptrolle in dem Film My Dictator. Darin wird er ausgewählt, den nordkoreanischen Diktator Kim Il-sung zu spielen bei einem Treffen mit dem südkoreanischen Präsidenten Park Chung-hee. Das Treffen der beiden koreanischen Staatsoberhäupter wird also nur vorgetäuscht. Dennoch hat er sich so in die Rolle hinein versetzt, dass er glaubt, er sei wirklich Kim Il-sung.

## Filmografie (Auswahl)
- 1998: Girls' Night Out
- 1999: Phantom: The Submarine
- 1999: Saeneun pyegoksuneul keruind
- 1999: Song-o
- 2000: Peppermint Candy
- 2000: The Legend of Ginkgo
- 2001: Shotoku taishi
- 2001: I Wish I Had a Wife
- 2002: Public Enemy
- 2002: Oasis
- 2002: Gwangbokjeol teuksa
- 2003: Silmido
- 2004: Yeokdosan
- 2005: Another Public Enemy
- 2006: Sarang-eul nochida
- 2009: Tsunami – Die Todeswelle
- 2009: Ein ganz neues Leben
- 2012: The Tower – Tödliches Inferno
- 2013: Cold Eyes
- 2013: The Spy: Undercover Operation
- 2013: Sowon
- 2014: My Dictator
- 2015: The Long Way Home
- 2017: The Merciless
- 2017: Lucid Dream
- 2017: 1987
- 2019: Idol
- 2023: Kill Boksoon
- 2025: Hyper Knife